# 德欠寺
德欠寺，位于中国青海省贵德县罗汉堂乡豆后浪村，为青海省市县级文物保护单位，公布日期为1991年5月31日，类型为古建筑。
德欠寺的历史年代为清。